# Anti Suyu
Anti Suyu ist einer von vier Teilen des Inkareiches nach der neuen Verwaltungsgliederung im Jahre 1460 unter Pachacútec Yupanqui.

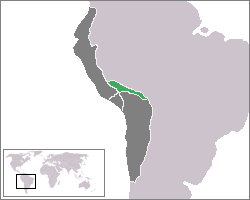
Lage von Anti Suyu

Ursprünglich war es das Gebiet, welches sich nordöstlich des Zentrums Cusco erstreckte. Jüngste archäologische Funde konnten belegen, dass sich dieser Teil des Inkareiches deutlich weiter in das östliche Tiefland Perus (Amazonien) hinein erstreckte und früher unter Inkaeinfluss geriet als bisher aufgrund historiographischer Aufzeichnungen angenommen. Anti Suyu blieb der zweitkleinste Reichsteil der Inkas und konnte daher nur zwei Mitglieder in den Königlichen Rat entsenden.
Das Gebiet grenzt an die heutige Amazonasregion und war wahrscheinlich von der Bevölkerungsgruppe der „Anti“ bewohnt. „Anti“ ist ein Sammelbegriff für die Asháninka, Ch'unchu, Tsimané und andere indigene Gruppen. Auch der Name des Gebirges der Anden steht mit den „Anti“ wahrscheinlich im Zusammenhang.

Flagge von Anti Suyu

Der Einflussbereich der Inkas endete am Rande des Amazonasdschungels. Im 15. Jahrhundert versuchte Túpac Yupanqui mit einem Heer von 10.000 Mann gegen die Ch'unchu zu Felde zu ziehen, um weitere Gebiete des Urwalds zu erobern und zu kultivieren. Er stieß bis nach Rupa-Rupa vor. Seine Expedition dauerte zwei Jahre und endete mit einer Niederlage: Einigen Berichten zufolge kamen nur 1000 Soldaten lebend zurück.